# Heather Oakes
Heather Regina Hunte-Oakes, angleška atletinja, * 14. avgust 1959, London Borough of Hackney, Anglija, Združeno kraljestvo.
Nastopila je na olimpijskih igrah v letih 1980 in 1984, obakrat je osvojila bronasto medaljo v štafeti 4x100 m, ob tem je dosegla še sedmo in osmo mesto v teku na 100 m. Na svetovnih dvoranskih prvenstvih je osvojila srebrno medaljo v teku na 60 m leta 1985, na evropskih dvoransko prvenstvih bronasto medaljo v isti disciplini leta 1985, na igrah Skupnosti narodov pa zlati medalji v teku na 100 m in štafeti 4x100 m leta 1986.